# Ferreux-Quincey
Ferreux-Quincey è un comune francese di 357 abitanti situato nel dipartimento dell'Aube nella regione del Grand Est.

## Società

### Evoluzione demografica
Abitanti censiti